# Platyarthrus atanassovi
Platyarthrus atanassovi är en kräftdjursart som beskrevs av Karl Wilhelm Verhoeff1936. Platyarthrus atanassovi ingår i släktet Platyarthrus och familjen myrbogråsuggor. Inga underarter finns listade i Catalogue of Life.